# Chasiempis
Chasiempis és un gènere d'ocells de la família dels monàrquids (Monarchidae).

## Llistat d'espècies
Segons la Classificació del Congrés Ornitològic Internacional (versió 14.2, 2024) aquest gènere està format per tres espècies:
- Chasiempis sclateri - monarca de Kauai[4]
- Chasiempis ibidis - monarca d'Oahu[5]
- Chasiempis sandwichensis - monarca de Hawaii[6]